# Melodije morja in sonca 2014
34. festival Melodije morja in sonca je potekal v nedeljo, 6. julija 2014, v Amfiteatru Avditorija Portorož in v neposrednem prenosu na RTV Slovenija. Prireditev sta povezovala Lorella Flego in Mario Galunič. Zmagovalci festivala so postali Rudi Bučar in Frčafele z istrsko obarvano skladbo Sen znala jes.
Na festivalu je bilo podeljenih 6 nagrad:
- velika nagrada Melodij morja in sonca 2014,
- nagrada strokovne žirije za glasbo,
- nagrada strokovne žirije za besedilo,
- nagrada strokovne žirije za aranžma,
- nagrada strokovne žirije za izvedbo,
- nagrada Danila Kocjančiča (za obetavnega izvajalca oziroma avtorja).

## Tekmovalne skladbe
Na festivalu se je predstavilo 14 izvajalcev: sedem jih je bilo povabljenih – Rudi Bučar & Frčafele, Enzo Hrovatin, Katarina Mala, Manca Izmajlova, Nuša Derenda, Rebeka Dremelj in skupina Victory –, sedem pa jih je preko javnega razpisa izbrala izbirna komisija v sestavi Mojca Menart, Slavko Ivančić (predsednik komisije), Ivo Umek, Lean Klemenc in Lada Tancer – Folk idoli, Nana Milčinski & Radio Mondo, Tonja Senčar, Igor Lija & Lucienne Lončina, Fauš Dur & Dare Kaurič, Easy in Statale 56.
| #   | Izvajalec                    | Naslov pesmi             | Avtor glasbe              | Avtor besedila                 | Avtor aranžmaja          | Točke | Uvrstitev |
| --- | ---------------------------- | ------------------------ | ------------------------- | ------------------------------ | ------------------------ | ----- | --------- |
| 1.  | Folk idoli                   | Dobro jutro              | Tadej Prosenc, Bor Zuljan | Tadej Prosenc                  | Bor Zuljan               | 17    | 6.        |
| 2.  | Rebeka Dremelj               | Gremo na vrh sveta       | Aleš Klinar               | Aleš Klinar                    | Miha Gorše               | 6     | 12.       |
| 3.  | Nana Milčinski & Radio Mondo | Zvezdo sem držala v roki | Matej Mijatović           | Nebojša Mijatović              | Andraž Kržič             | 1     | 14.       |
| 4.  | Katarina Mala                | Moja soseda              | Marko Gregorič            | Marko Gregorič                 | Denis Beganovič          | 18    | 5.        |
| 5.  | Tonja Senčar                 | Daleč stran od vsega     | Sašo Fajon                | Tilen Majerič                  | Sašo Fajon               | 16    | 7.        |
| 6.  | Victory                      | Skupaj s teboj           | Raay                      | Erika Mager, Tina Piš          | Raay, Bine Puh           | 11    | 11.       |
| 7.  | Igor Lija & Lucienne Lončina | Še vedno čakam           | Igor Mikolič              | Igor Mikolič, Lucienne Lončina | Milan Lončina            | 12    | 10.       |
| 8.  | Manca Izmajlova              | Amore                    | Benjamin Izmajlov         | Manca Izmajlova                | Benjamin Izmajlov        | 15    | 8.        |
| 9.  | Fauš Dur & Dare Kaurič       | Čisto na dnu             | Dare Kaurič               | Dare Kaurič                    | Dare Kaurič, Dejan Dimec | 19    | 4.        |
| 10. | Enzo Hrovatin                | Še ljubiš, kar ljubim?   | Enzo Hrovatin             | Leon Oblak                     | Martin Štibernik         | 14    | 9.        |
| 11. | Easy                         | Kar tako                 | Iztok Novak               | Drago Mislej                   | Iztok Novak              | 25    | 3.        |
| 12. | Rudi Bučar in Frčafele       | Sen znala jes            | Rudi Bučar                | Rudi Bučar                     | Rudi Bučar               | 48    | 1.        |
| 13. | Statale 56                   | La mia vita che ...      | Franko Reja               | Franko Reja                    | Franko Reja              | 4     | 13.       |
| 14. | Nuša Derenda                 | Blues in vino            | Marino Legovič            | Igor Pirkovič                  | Marino Legovič           | 26    | 2.        |

Rezervne skladbe
Izbrane so bile tudi 3 rezervne skladbe, ki bi se na festival uvrstile v primeru izključitve katere izmed prvotnih 14:
| Izvajalec      | Naslov pesmi | Avtor glasbe    | Avtor besedila  | Avtor aranžmaja |
| -------------- | ------------ | --------------- | --------------- | --------------- |
| Kalamari       | Sama         | Jože Jež - Pepi | Jože Jež - Pepi | Matjaž Švagelj  |
| Matic Marentič | 1.05         | Marino Legovič  | Leon Oblak      | Marino Legovič  |
| Mozaik         | Prvi poljub  | Tadej Vasle     | Tadej Vasle     | Tadej Vasle     |

## Nagrade
Nagrade strokovne žirije (predsednik Zvone Petek, Patrik Greblo, Lean Klemenc, Mojca Menart in Alesh Maatko) so prejeli:
- nagrado za najboljšo glasbo: Sašo Fajon, Daleč stran od vsega
- nagrado za najboljše besedilo: Marko Gregorič, Moja soseda
- nagrado za najboljši aranžma: Bor Zuljan, Dobro jutro
- nagrado za najboljšo izvedbo: Easy, Kar tako
- nagrado Danila Kocjančiča za najboljšega debitanta: Tonja Senčar, Daleč stran od vsega

### Ločeni rezultati glasovanja
Glasovi žirij radijskih postaj (RTV SLO 1, RTV SLO Koper, Celje, Murski Val, Sora, Maribor), strokovne žirije, občinstva v Avditoriju Portorož ter televizijskih gledalcev in radijskih poslušalcev.
| #   | Izvajalec                    | Žirija | Radio | Občinstvo | Telefon | Skupaj | Uvrstitev |
| --- | ---------------------------- | ------ | ----- | --------- | ------- | ------ | --------- |
| 1.  | Folk idoli                   | 8      | 8     |           | 1       | 17     | 6.        |
| 2.  | Rebeka Dremelj               |        |       | 4         | 2       | 6      | 12.       |
| 3.  | Nana Milčinski & Radio Mondo |        | 1     |           |         | 1      | 14.       |
| 4.  | Katarina Mala                | 10     | 4     |           | 4       | 18     | 5.        |
| 5.  | Tonja Senčar                 | 6      |       | 10        |         | 16     | 7.        |
| 6.  | Victory                      | 5      | 5     | 1         |         | 11     | 11.       |
| 7.  | Igor Lija & Lucienne Lončina |        |       | 6         | 6       | 12     | 10.       |
| 8.  | Manca Izmajlova              |        |       | 8         | 7       | 15     | 8.        |
| 9.  | Fauš Dur & Dare Kaurič       | 1      | 7     | 3         | 8       | 19     | 4.        |
| 10. | Enzo Hrovatin                | 3      | 3     | 5         | 3       | 14     | 9.        |
| 11. | Easy                         | 7      | 6     | 7         | 5       | 25     | 3.        |
| 12. | Rudi Bučar in Frčafele       | 12     | 12    | 12        | 12      | 48     | 1.        |
| 13. | Statale 56                   | 2      | 2     |           |         | 4      | 13.       |
| 14. | Nuša Derenda                 | 4      | 10    | 2         | 10      | 26     | 2.        |